# Cinagara (Lebakwangi)
Cinagara is een bestuurslaag in het regentschap Kuningan van de provincie West-Java, Indonesië. Cinagara telt 3861 inwoners (volkstelling 2010).